# جیوردانو
جیوردانو (به انگلیسی: Giordano) شرکت تولیدکننده پوشاک مردانه، زنانه و بچه‌گانه‌است که در سال ۱۹۸۱ در هنگ کنگ بنیانگذاری شده‌است. این شرکت در سال ۲۰۰۷، بالغ بر ۱۱٬۰۰۰ کارمند و ۲٫۳ میلیارد دلار هنگ کنگ درآمد داشته‌است.